# Vory
Таворис Джавон Холлинс-младший (англ. Tavoris Javon Hollins Jr.; родился 17 августа 1997), более известен как Vory (раннее King Vory) — американский рэпер, певец и автор песен. Он получил премию «Грэмми» за его работу над альбомом The Carters Everything Is Love. Vory подписан на лейблы Capitol Records, Electric Feel Entertainment и Dream Chasers Records.

## Ранняя жизнь
Таворис Джавон Холлинс-младший родился и вырос в Хьюстоне, штат Техас. Позже он переехал в Луисвилл, штат Кентукки, в возрасте 16 лет. Там Vory познакомился и начал сотрудничать с певцом и уроженцем Луисвилля Брайсоном Тиллером.

## Карьера
В 2015 году Vory впервые привлёк к себе внимание после того, как он участвовал в песне Брайсона Тиллера «Break Bread». Он также стал соавтором трека «Don’t», которая достигла 13-го места в Billboard Hot 100 и появилась на дебютном студийном альбоме Тиллера Trapsoul. В 2016 году Vory выпустил песни «Overdose» и «My Life A Movie» при участит Blu. Позже, в июле 2016, был выпущен его дебютный микстейп Overdose.
Позже в том же году он переехал в Лос-Анджелес. Vory познакомился с канадским продюсером Boi-1da. В 2017 году он выпустил синглы «Try», «Do That Shit» и «Hold of Me». В 2018 он являлся соавтором песен с альбомов Дрейка Scorpion и американского дуэта The Carters Everything Is Love, за работу над последним он получил «Грэмми».
В августе 2018 года он подписал контракт с Capitol Records и Electric Feel Management, а также выпустил свой дебютный мини-альбом Lucky Me. Vory стал соавтором песни Rich the Kid «Ring Ring» с его второго студийного альбома The World Is Yours 2.
В июне 2020 года он подписал контракт с DreamChasers и выпустил мини-альбом Vory.
Vory появился на десятом студийном альбоме Канье Уэста Donda.
3 июня 2022 года вышел дебютный студийный альбом Vory Lost Souls.

## Дискография

### Студийные альбомы
| Название   | Детали                                                                                                |
| ---------- | --- |
| Lost Souls | - Выпущен: 3 июня 2022 - Лейблы: UMG Recordings, Dream Chasers - Форматы: Цифровая загрузка, стриминг |

### Микстейпы
| Название | Детали |
| -------- | --- |
| Overdose | - Выпущен: 1 июля 2016 - Лейбл: FPR Music Group - Форматы: Цифровая загрузка, стриминг                           |
| Lucky Me | - Выпущен: 17 августа 2018 - Лейблы: Capitol, Electric Feel - Форматы: Цифровая загрузка, стриминг               |
| Vory     | - Выпущен: 9 декабря 2020 - Лейблы: Capitol, Electric Feel, Dream Chasers - Форматы: Цифровая загрузка, стриминг |

### Мини-альбомы
| Название | Детали                                                                                            |
| -------- | ------------------------------------------------------------------------------------------------- |
| SAY - EP | - Выпущен: 24 апреля 2019 - Лейблы: Capitol, Electric Feel - Форматы: Цифровая загрузка, стриминг |

## Награды
| Год  | Награда  | Категория                                                             | Номинируемая работа                                       | Результат |
| ---- | -------- | --------------------------------------------------------------------- | --------------------------------------------------------- | --------- |
| 2019 | «Грэмми» | Премия «Грэмми» за лучший альбом в жанре современной городской музыки | Everything Is Love от The Carters (соавторство «Friends») | Победа    |
| 2019 | «Грэмми» | Премия «Грэмми» за лучший альбом года                                 | Scorpion от Дрейк (соавтор «Mob Ties»)                    | Номинация |